# Saud bin Abdulaziz bin Nasser Al Saud
Saud bin Abdulaziz bin Nasser Al Saud, nacido en 1977 es un miembro de la familia real saudí y también un asesino convicto. Se dice que es un homosexual encubierto y es nieto del rey Saud. 

## Asesinato y encarcelamiento
En febrero de 2010, fue declarado culpable en el tribunal de Old Bailey del asesinato de su sirviente somalí, Bandar Abdulaziz, en su suite del Hotel Landmark de Londres.
Durante el juicio se afirmó que el príncipe había recibido un masaje sexual del acompañante masculino Sr. Louis Szikora por la cantidad de £200 por hora tres días antes del asesinato, y que él y Abdulaziz habían mantenido una relación homosexual.  
En consecuencia, también se alegó durante el juicio que el asesinato fue la culminación de una relación "amo-esclavo" extremadamente abusiva. El príncipe sostuvo que él y su víctima eran "amigos e iguales" y negó una supuesta relación homosexual entre ambos.
Sin embargo, el fiscal Jonathan Laidlaw afirmó que las pruebas encontradas, incluidas fotografías pornográficas almacenadas en un teléfono celular y restos de semen en la ropa interior de la víctima, “establecían de manera bastante concluyente que Al Saud era gay o tenía inclinaciones homosexuales”.  El fiscal también dijo que el príncipe había abusado de su sirviente en el pasado, mostrando a los jurados un video grabado en el ascensor del mismo hotel Landmark que parece mostrar al príncipe Saud con la cabeza rapada y vestido de blanco, arrojando al suelo a su sirviente de 32 años y también golpeándolo. 
El 20 de octubre de 2010, Saud Abdulaziz bin Nasser al Saud fue condenado a cadena perpetua y se le ordenó cumplir un mínimo de 20 años por estrangular y matar a Bandar Abdulaziz. En marzo de 2013, se le permitió ser extraditado a Arabia Saudita para cumplir el resto de su condena en una prisión saudí.
Según el acuerdo diplomático de extradición de presos firmado entre el Reino Unido y Arabia Saudita, deberá cumplir al menos veinte años de cárcel antes de poder ser liberado, su fecha de liberación está programada para 2030.   

## Familia
El abuelo materno de Saud era Saud de Arabia Saudita, hermano del rey Abdullah, quien era el rey en el momento en que Saud fue condenado y sentenciado por un tribunal en el Reino Unido. Los padres de Saud pertenecen a la familia real saudí. Sus padres son primos hermanos entre sí, hijos de dos medios hermanos, ambos hijos del rey Abdulaziz, el fundador del moderno estado saudí. El padre de Saud es Abdulaziz bin Nasser, hijo de Nasser bin Abdulaziz, a su vez hijo del rey Abdulaziz. La madre de Saud, Fayza, es hija de Saud de Arabia Saudita, hijo del rey Abdulaziz.
|  |                                             |  |  |  |  |  |  |  |  |  |  |  |  |  |  |  |
|  | 16. Abdul Rahman bin Faisal Al Saud (=24)   |  |  |  |  |  |  |  |  |  |  |  |  |  |  |  |
|  |                                             |  |  |  |  |  |  |  |  |  |  |  |  |  |  |  |
|  |                                             |  |  |  |  |  |  |  |  |  |  |  |  |  |  |  |
|  | 8. Abdulaziz ibn Abdul Rahman Al Saud (=12) |  |  |  |  |  |  |  |  |  |  |  |  |  |  |  |
|  |                                             |  |  |  |  |  |  |  |  |  |  |  |  |  |  |  |
|  |                                             |  |  |  |  |  |  |  |  |  |  |  |  |  |  |  |
|  | 17. Sara bint Ahmed Al Sudairi (=25)        |  |  |  |  |  |  |  |  |  |  |  |  |  |  |  |
|  |                                             |  |  |  |  |  |  |  |  |  |  |  |  |  |  |  |
|  |                                             |  |  |  |  |  |  |  |  |  |  |  |  |  |  |  |
|  | 4. Nasser bin Abdulaziz Al Saud             |  |  |  |  |  |  |  |  |  |  |  |  |  |  |  |
|  |                                             |  |  |  |  |  |  |  |  |  |  |  |  |  |  |  |
|  |                                             |  |  |  |  |  |  |  |  |  |  |  |  |  |  |  |
|  | 9. Bazza I                                  |  |  |  |  |  |  |  |  |  |  |  |  |  |  |  |
|  |                                             |  |  |  |  |  |  |  |  |  |  |  |  |  |  |  |
|  |                                             |  |  |  |  |  |  |  |  |  |  |  |  |  |  |  |
|  | 2. Abdulaziz bin Nasser Al Saud]            |  |  |  |  |  |  |  |  |  |  |  |  |  |  |  |
|  |                                             |  |  |  |  |  |  |  |  |  |  |  |  |  |  |  |
|  |                                             |  |  |  |  |  |  |  |  |  |  |  |  |  |  |  |
|  | 1. Saud bin Abdulaziz Al Saud               |  |  |  |  |  |  |  |  |  |  |  |  |  |  |  |
|  |                                             |  |  |  |  |  |  |  |  |  |  |  |  |  |  |  |
|  |                                             |  |  |  |  |  |  |  |  |  |  |  |  |  |  |  |
|  | 24. Abdul Rahman bin Faisal Al Saud (=16)   |  |  |  |  |  |  |  |  |  |  |  |  |  |  |  |
|  |                                             |  |  |  |  |  |  |  |  |  |  |  |  |  |  |  |
|  |                                             |  |  |  |  |  |  |  |  |  |  |  |  |  |  |  |
|  | 12. Abdulaziz ibn Abdul Rahman Al Saud (=8) |  |  |  |  |  |  |  |  |  |  |  |  |  |  |  |
|  |                                             |  |  |  |  |  |  |  |  |  |  |  |  |  |  |  |
|  |                                             |  |  |  |  |  |  |  |  |  |  |  |  |  |  |  |
|  | 25. Sarah bint Ahmed Al Sudairi (=17)       |  |  |  |  |  |  |  |  |  |  |  |  |  |  |  |
|  |                                             |  |  |  |  |  |  |  |  |  |  |  |  |  |  |  |
|  |                                             |  |  |  |  |  |  |  |  |  |  |  |  |  |  |  |
|  | 6. Saud bin Abdulaziz Al Saud               |  |  |  |  |  |  |  |  |  |  |  |  |  |  |  |
|  |                                             |  |  |  |  |  |  |  |  |  |  |  |  |  |  |  |
|  |                                             |  |  |  |  |  |  |  |  |  |  |  |  |  |  |  |
|  | 26. Asi Al-Shuraim                          |  |  |  |  |  |  |  |  |  |  |  |  |  |  |  |
|  |                                             |  |  |  |  |  |  |  |  |  |  |  |  |  |  |  |
|  |                                             |  |  |  |  |  |  |  |  |  |  |  |  |  |  |  |
|  | 13. Fahda bint Asi Al Shuraim               |  |  |  |  |  |  |  |  |  |  |  |  |  |  |  |
|  |                                             |  |  |  |  |  |  |  |  |  |  |  |  |  |  |  |
|  |                                             |  |  |  |  |  |  |  |  |  |  |  |  |  |  |  |
|  | 3. Fayza bint Saud Al Saud                  |  |  |  |  |  |  |  |  |  |  |  |  |  |  |  |
|  |                                             |  |  |  |  |  |  |  |  |  |  |  |  |  |  |  |
|  |                                             |  |  |  |  |  |  |  |  |  |  |  |  |  |  |  |
|  | 7. Nour bint Mohammed bin Abdullah          |  |  |  |  |  |  |  |  |  |  |  |  |  |  |  |
|  |                                             |  |  |  |  |  |  |  |  |  |  |  |  |  |  |  |
|  |                                             |  |  |  |  |  |  |  |  |  |  |  |  |  |  |  |